# Без гроша в Беверли-Хиллз
«Без гроша в Беверли-Хиллз» (англ. Down and Out in Beverly Hills) — американская кинокомедия 1986 года.

## Сюжет
Дэйв Уайтмэн — миллионер. В его жизни начинают происходить комичные и непредсказуемые ситуации. Виной тому как его близкие, так и чужие люди. У каждого из его членов семьи есть свои причуды: жена Дэйва думает только о своей фигуре и здоровье — она постоянно занимается аэробикой и йогой, дочь Дэйва страдает от анорексии, а у его сына начинается переходный возраст. Кроме того Дэйв зачем-то берёт к себе в дом бродягу, который оказывается весьма деятельным типом — он помогает членам семьи Дэйва измениться.

## В ролях
- Ник Нолти – Джерри Баскин
- Бетт Мидлер – Барбара Уайтман
- Ричард Дрейфусс – Дэйв Уайтман
- Литтл Ричард – Орвис
- Трэйси Нелсон – Дженни Уайтман
- Элизабет Пенья – Горничная Кармен
- Ивэн Ричардс – Макс Уайтмен
- Пол Мазурски
- Вэлери Кертин
- Джек Брускофф
- Джеральдина Дрейфусс